# Каддамахи
Каддамахи (дарг. Къаддамахьи) — село в Акушинском районе Дагестана. Входит в состав сельского поселения «Сельсовет Кассагумахинский».

## Географическое положение
Расположено в 28 км к югу от районного центра села Акуша, на р. Хуникотты (бассейн р. Кулахерк).

## Население
| 1895 | 1926 | 1939 | 1970 | 1989 | 2002 | 2010 |
| ---- | ---- | ---- | ---- | ---- | ---- | ---- |
| 46   | ↗48  | ↗58  | ↗78  | ↗86  | ↘71  | ↗94  |
| 2021 |      |      |      |      |      |      |
| ↗96  |      |      |      |      |      |      |

## Этимология
Название переводится с даргинского как «отсёлок в ущелье».